# Casa de Joan Fradera
La casa de Joan Fradera es un edificio modernista de La Habana, Cuba situada en el número  107 de la calle Cárdenas.

## Historia
Fue construida en  1910 según proyecto de Mario Rotllant para Joan Fradera.

## Descripción
Su planta baja consta de un soportal tras el que se sitúan la entrada y varias ventanas, mientras en la primera planta se encuentran dos balcones, uno cubierto por un templete de cúpula bulbosa sustentada por columnillas.